# Amostra (material)

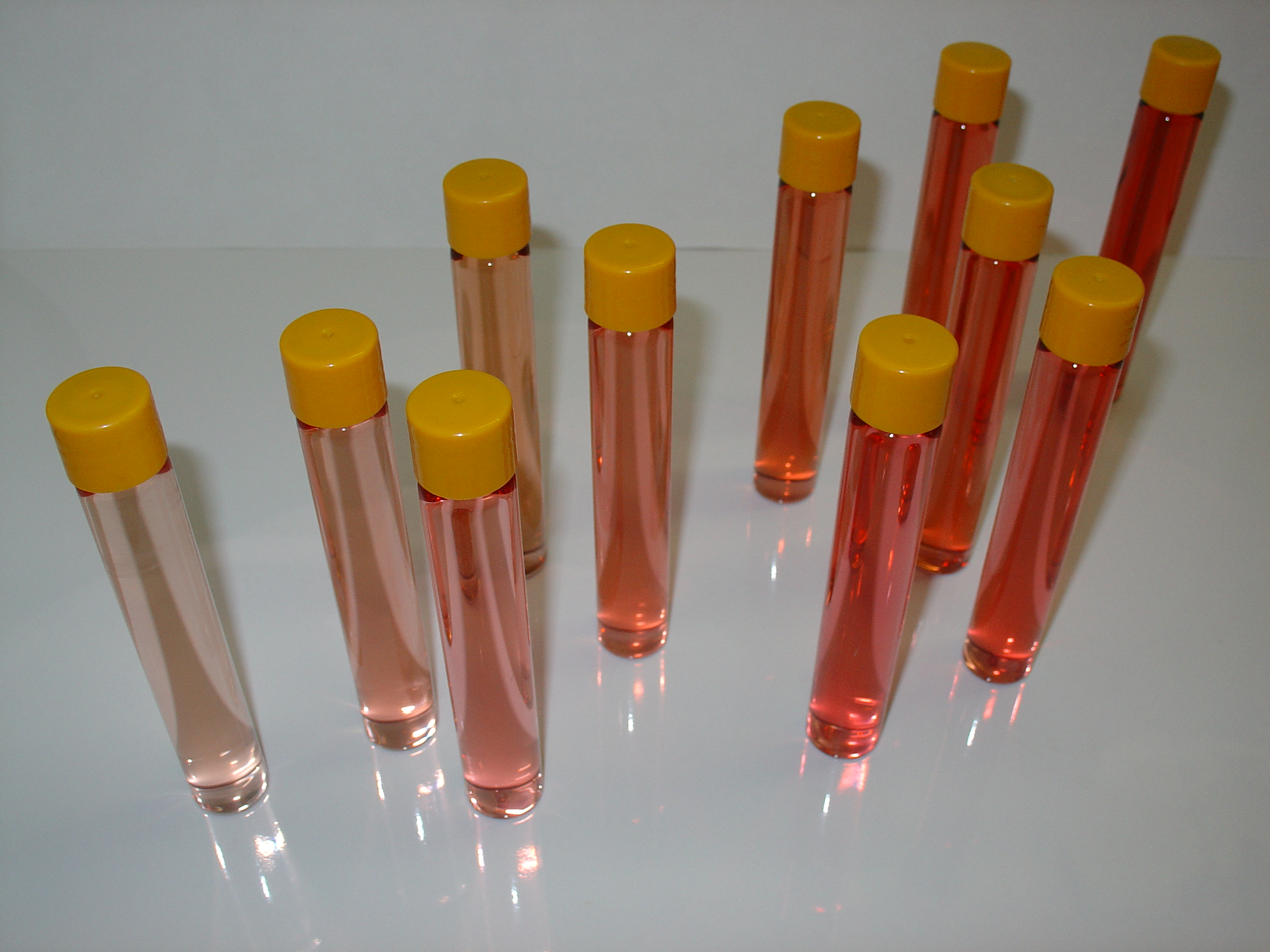
Amostras de vinho rosé em tubos de vidro, representando a variedade de cores disponíveis.

Para o significado estatístico, consulte amostragem.
Amostra é uma quantidade limitada de uma substância ou um material utilizado para representar e/ou estudar suas propriedades. As amostras podem ser objetos contáveis ou não.
Embora o significado remeta a uma menor quantidade retirada de uma maior, às vezes espécimes  completas são consideradas amostras e submetidas a análises, testes, pesquisas, inspeções, investigação, demonstrações e outros procedimentos. O ato de obtenção de uma amostra é chamado de amostragem, a qual pode ser efetuada por uma pessoa ou automaticamente.
Os materiais amostrados podem ser sólidos, líquidos, gasosos, ou com  características intermediárias, tal como géis, tecidos, organismos, ou uma combinação destes. Mesmo se um item não for contável como peça única, a quantidade da amostra pode ser descrita em termos do seu volume, massa, tamanho, ou outras dimensões.  Uma amostra sólida pode estar fragmentada, granulada ou em pó. As amostras que não são sólidas são mantidas em um algum tipo específico de recipiente. Uma amostra líquida é às vezes chamada de alíquota.